# 拉布鲁斯
拉布鲁斯（法語：La Brousse，法語發音：[la bʁus]）是法国滨海夏朗德省的一个市镇，位于该省东部，属于圣让当热利区。

## 地理
拉布鲁斯（45°53'21"N, 0°21'50"W）面积18.84 平方千米，位于法国新阿基坦大区滨海夏朗德省，该省份为法国西部滨海省份，北起旺代省，西临大西洋，南至吉倫特省，东南接多爾多涅省，东北接德塞夫勒省接壤，东临夏朗德省。
与拉布鲁斯接壤的市镇（或旧市镇、城区）包括：欧马涅、巴尼佐、布朗扎克莱马塔、日布尔讷、圣马丹德瑞耶、圣皮埃尔德瑞耶、瓦赖兹。

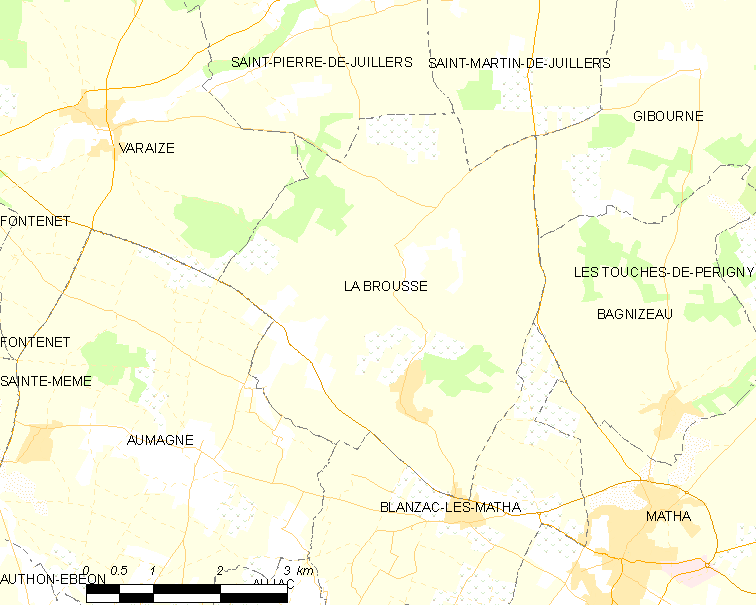
拉布鲁斯的OSM定位图

拉布鲁斯的时区为UTC+01:00、UTC+02:00（夏令时）。

## 行政
拉布鲁斯的邮政编码为17160，INSEE市镇编码为17071。

## 政治
拉布鲁斯所属的省级选区为马塔县。

## 人口

1962-2008年间拉布鲁斯人口变化图示

拉布鲁斯于2022年1月1日时的人口数量为516人。